# Heart o’ the Hills
Heart o’ the Hills – amerykański film z 1919 roku w reżyserii Josepha De Grasse oraz Sidneya Franklina.

## Obsada
- Mary Pickford
- Harold Goodwin